# Cristian Varela

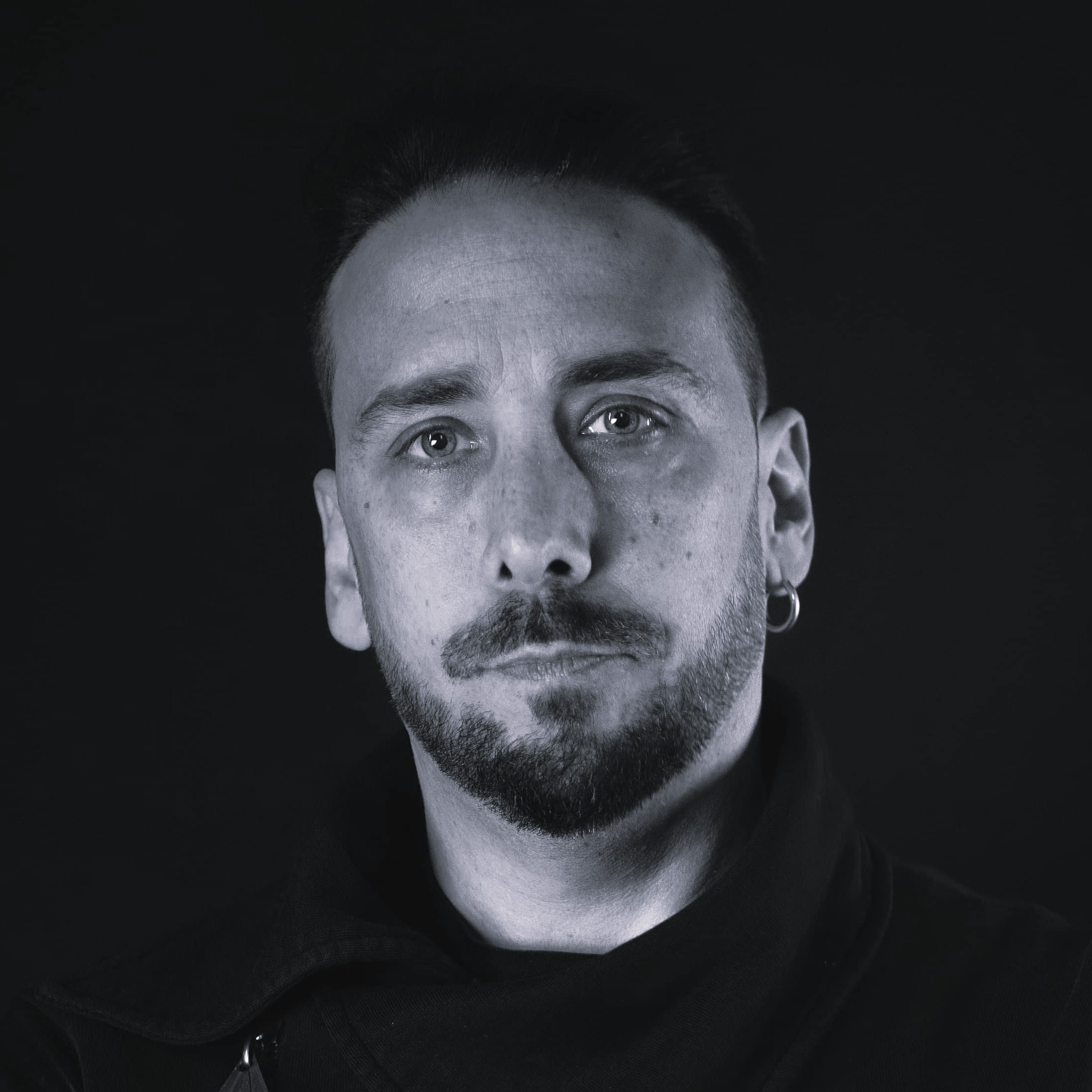
Crédito de @larryj.photography

Cristian Varela Durán (Chamberí, Madrid, España, 21 de agosto de 1975) es un DJ y productor español, hijo del actor y doblador Luis Varela. Desde 1986, se ha dedicado a la creación musical para películas, obras de teatro, comerciales y representaciones. Es considerado uno de los pioneros de la música electrónica en España.
Ha editado en las principales empresas discográficas como Sony/BMG, Blanco y Negro, Tool Room, Bedrock o Intec. También dirige, desde 2006 su propia compañía discográfica Pornographic Recordings.

## Trayectoria
Cristian Varela trabajó en la tienda de música "Phrenetic" en su juventud. Esta tienda se convirtió en un lugar de encuentro para los amantes de la música electrónica. Además, como DJ, Cristian Varela fue elogiado por tocar música electrónica en cuatro tocadiscos. Incluso grabó un álbum sinfónico en Abbey Road en Londres.
Actualmente, reside en Londres y produce mezclas para artistas como Speedy J y Ben Sims. También grabó sus propios sencillos con sellos como Pornographic Recordings y Carl Cox.
"Black Codes Experiments" es un último sello creado en la primera mitad de la década del 2000, con motivo de celebrar 25 años de actividad del artista. Este proyecto fue reactivado en 2018 con una colección de lanzamientos con música de varios artistas titulados "Code". El quinto volumen fue lanzado a comienzos de 2020 con temas de Moddullar, Ian Axide, Temudo, Kontal y el propio Cristian Varela además de un remix de Hioll.
Su trayectoria durante más de 20 años ha sido reconocida por una serie de premios, que incluyen Mejor Productor, Mejor Deejay Techno del mundo (2007), Mejor Deejay del año (2009), Mejor Deejay Techno (2009) y Mejor Deejay. Techno (2010). Además de sus sellos discográficos Donkeyhead y Pornographic Recordings, también han ganado muchos otros premios y han entrado en las listas musicales CHART más importantes del mundo.

## Discografía
Dentro de su discografía de más de 150 trabajos, se encuentran diferentes sectores como el teatro “Ojos Bonitos” de Mario Vargas o para el sector de la moda “Pasarela Cibeles” (1999, 2000 y 2001) para los desfiles del diseñador Felipe Varela. Ha hecho remezclas nada menos que del “Sweet Dreams” de Eurythmics, “Let's All Chant” de Michael Zager´s Band, “Rescue Me” para el anuncio de una conocida marca de cerveza y el mítico “Flesh” de SPLIT SECOND.